# Новоселани (община Долнени)
Вижте пояснителната страница за други значения на Новоселани.
Новоселани (на македонска литературна норма: Новоселани) е село в община Долнени на Северна Македония.

## География
Разположено е в централната част на Прилепското поле, югозападно от центъра на общината Долнени и северозападно от град Прилеп.

## История
В XIX век Новоселани е село в Прилепска каза на Османската империя. Църквата „Свети Георги“ е от 1837 година.
В „Етнография на вилаетите Адрианопол, Монастир и Салоника“, издадена в Константинопол в 1878 година и отразяваща статистиката на населението от 1873 година Новоселени  (Novoséléni) е посочено като село с 30 домакинства и 140 жители българи.
Според статистиката на Васил Кънчов („Македония. Етнография и статистика“) от 1900 година Новоселани е населявано от 202 жители българи християни.
На Етнографската карта на Битолския вилает на Картографския институт в София от 1901 година Новоселани е чисто българско село в Прилепската каза на Битолския санджак с 30 къщи.
В началото на XX век българите в селото са под върховенството на Българската екзархия. По данни на секретаря на екзархията Димитър Мишев („La Macédoine et sa Population Chrétienne“) в 1905 година в Новоселяни (Novosseliani) има 240 българи екзархисти. Към 1906-1907 година енорийски свещеник в Новоселани, Сарандиново и Долнени е Данаил поп Илиев.
След Междусъюзническата война в 1913 година селото попада в Сърбия.
По време на българското управление на Вардарска Македония през Първата световна война Новоселани е част от Долненска община в Прилепска околия на Битолски окръг и има 136 жители.

## Личности
Родени в Новоселани
- Александър Миленков, български революционер от ВМОРО, четник на Евстатий Шкорнов[8]